# 比利亚瓦连特
比利亚瓦连特，是西班牙卡斯蒂利亚-拉曼恰自治区阿尔瓦塞特省的一个市镇。 总面积35km², 总人口273人（2001年），人口密度8人/km²。

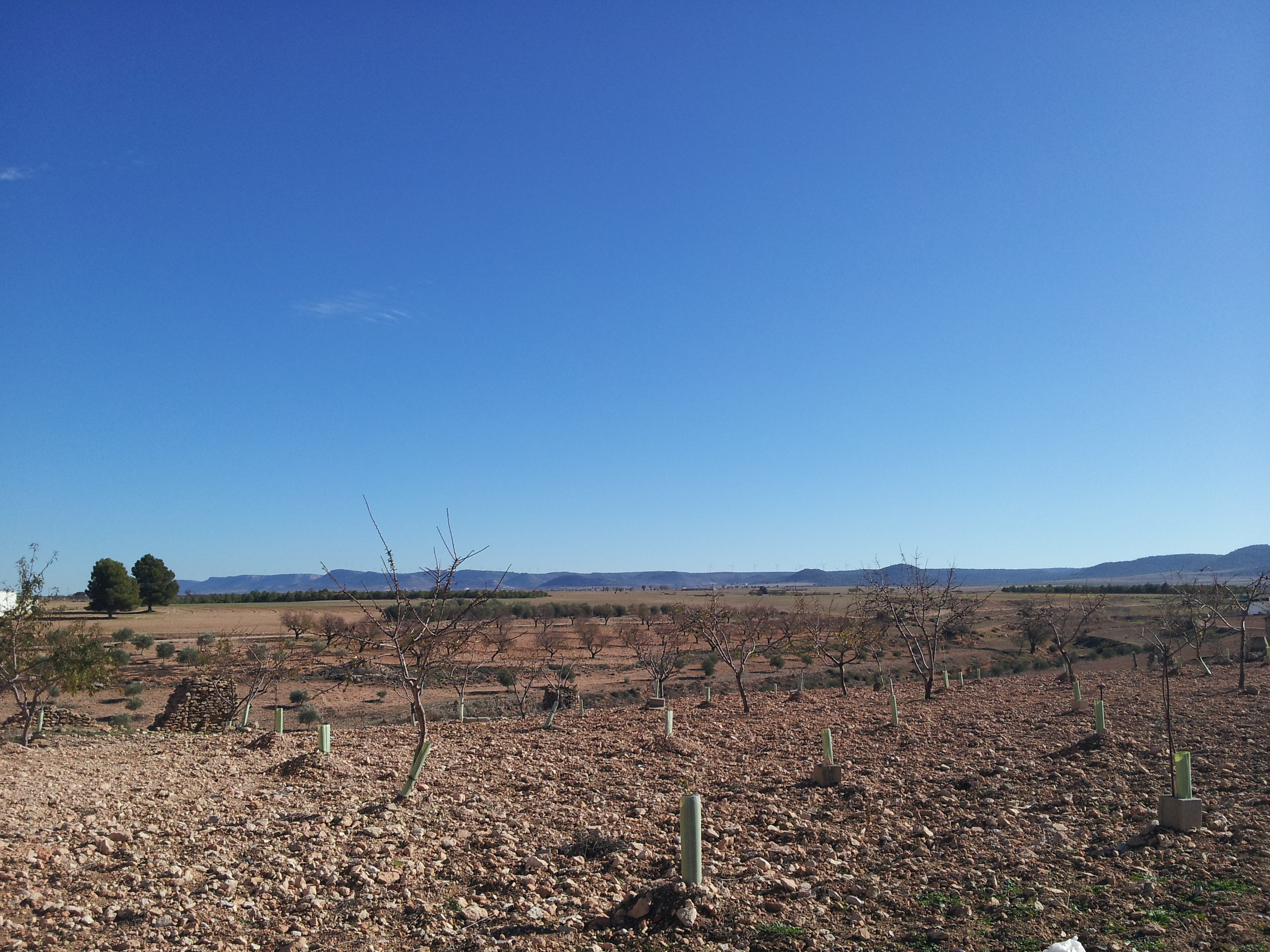
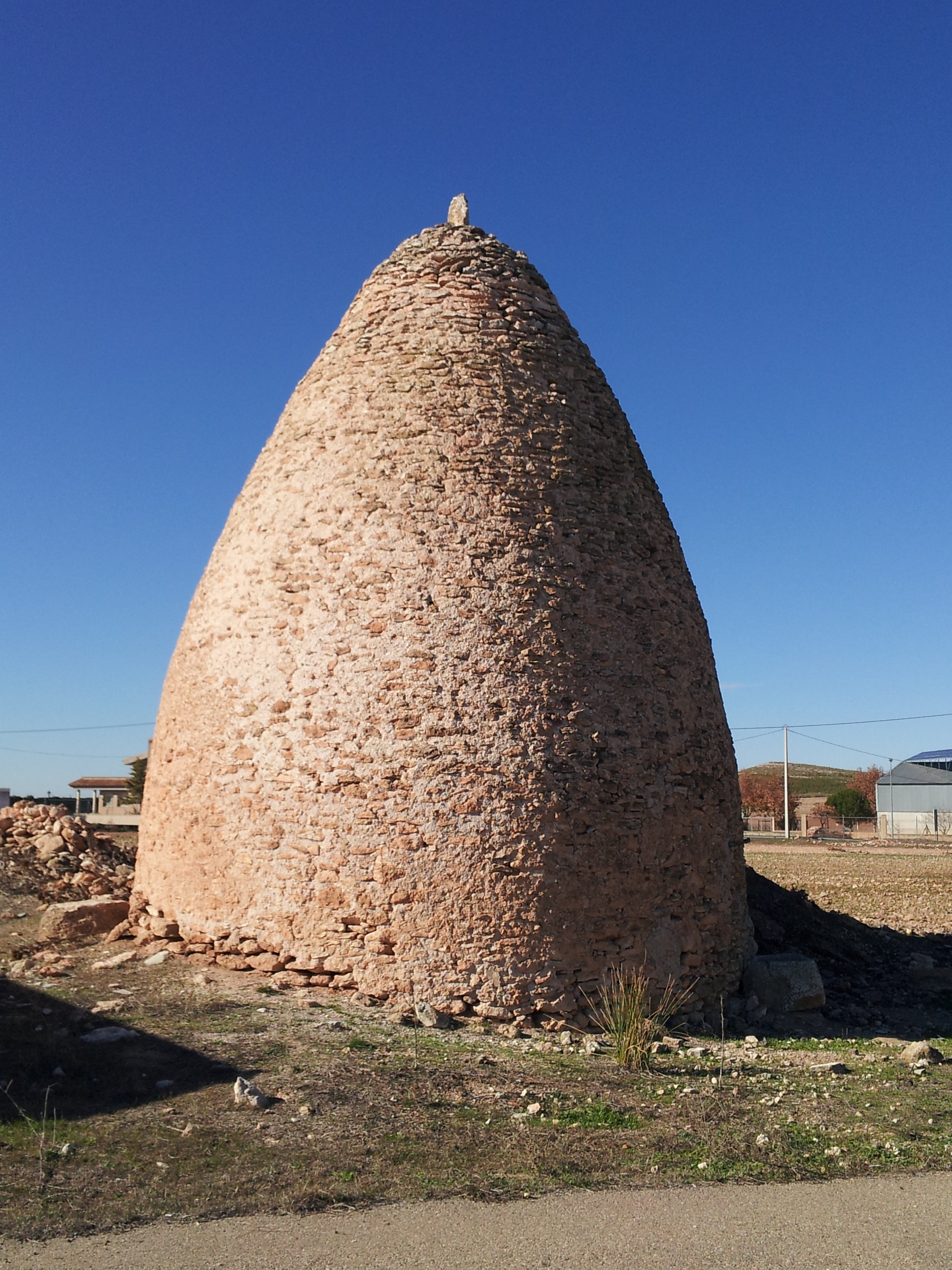
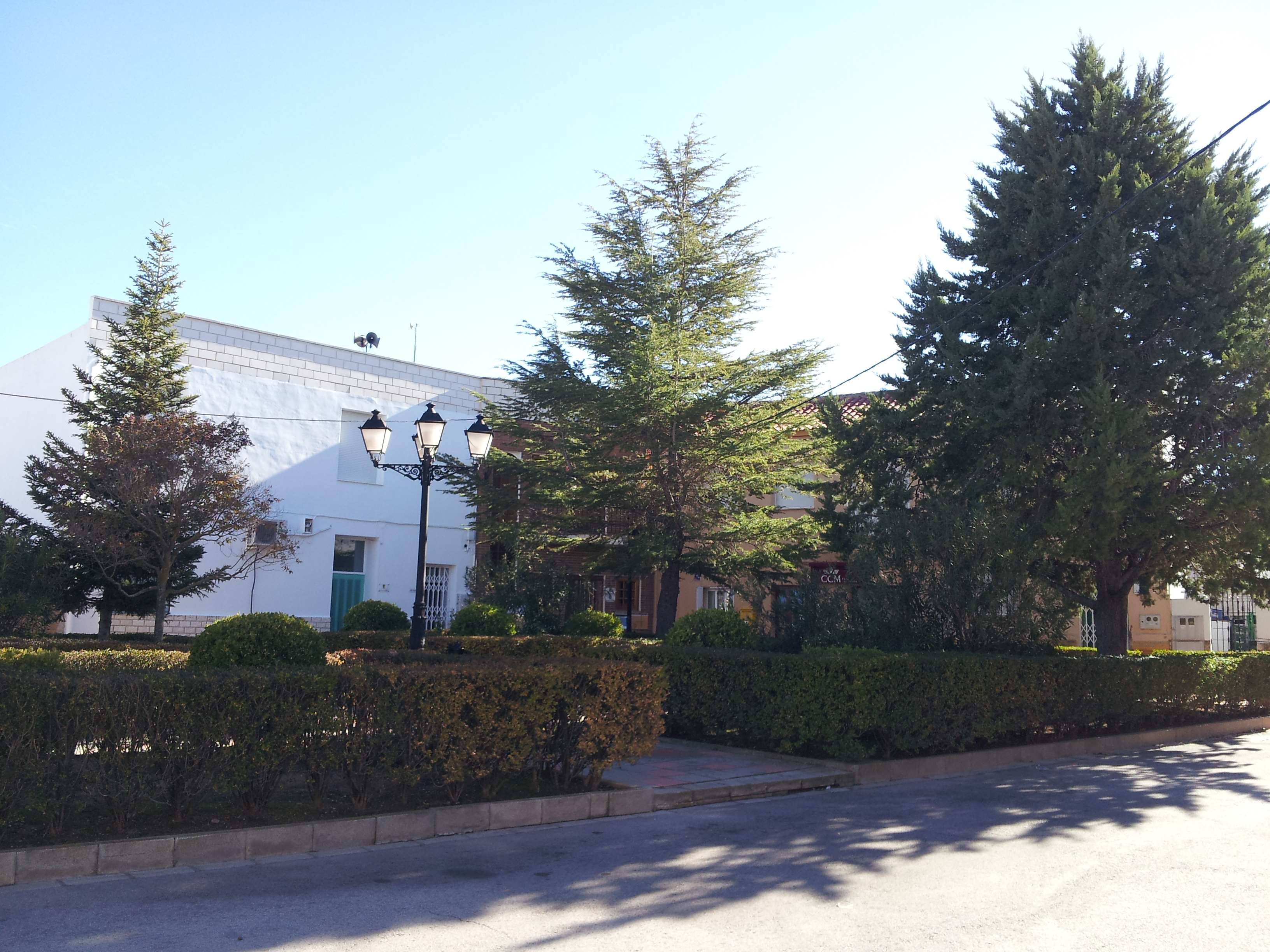
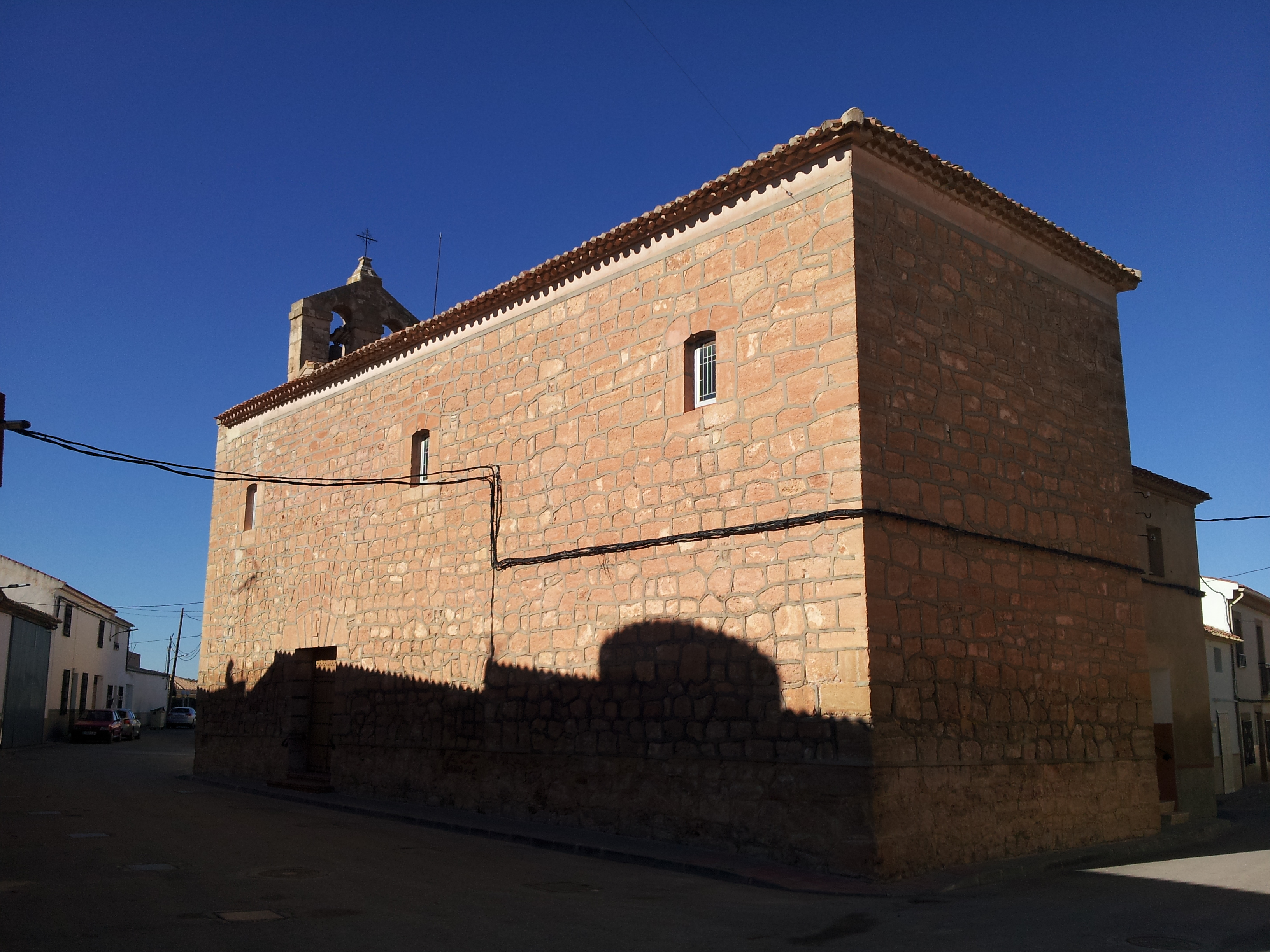
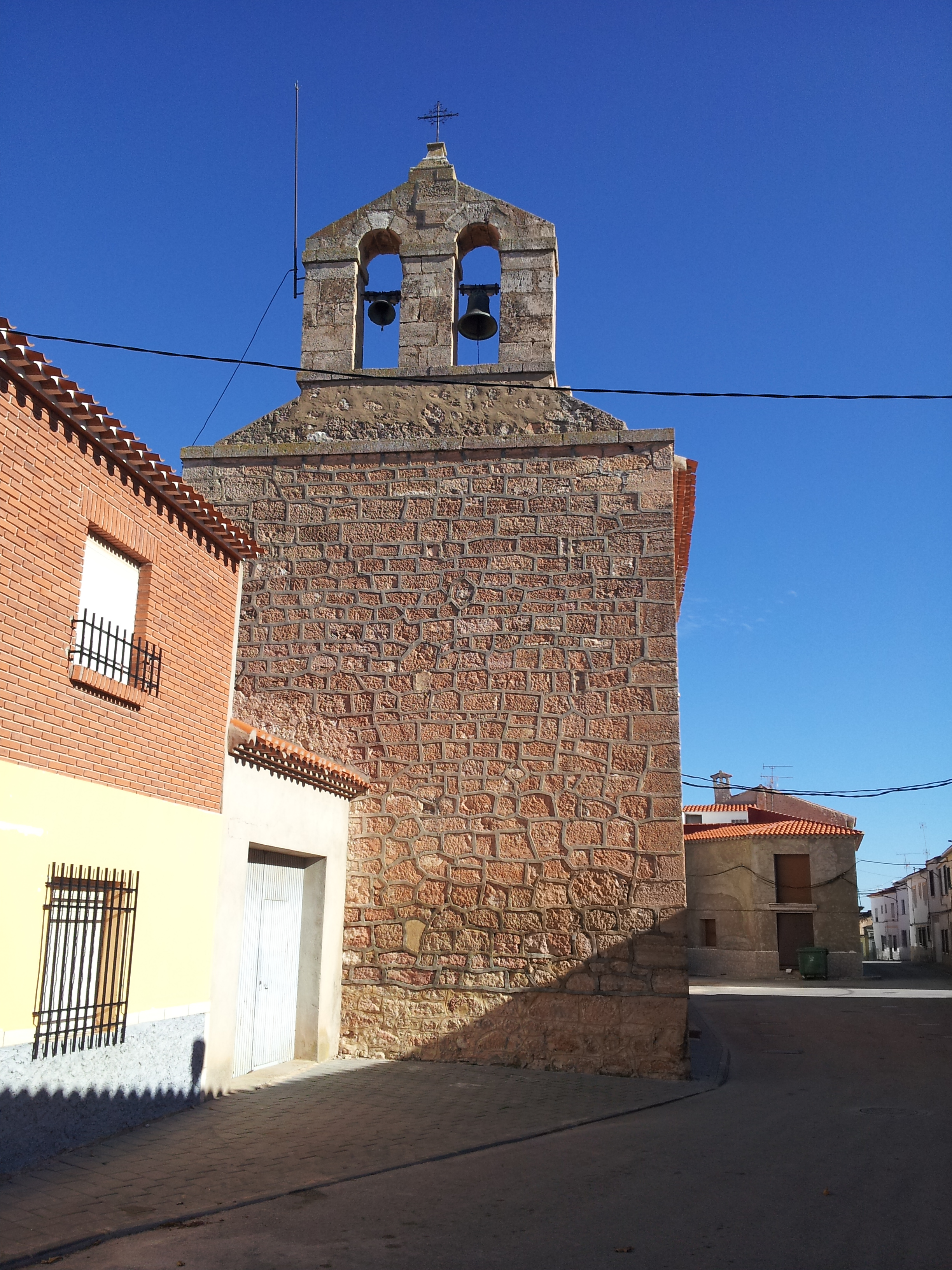
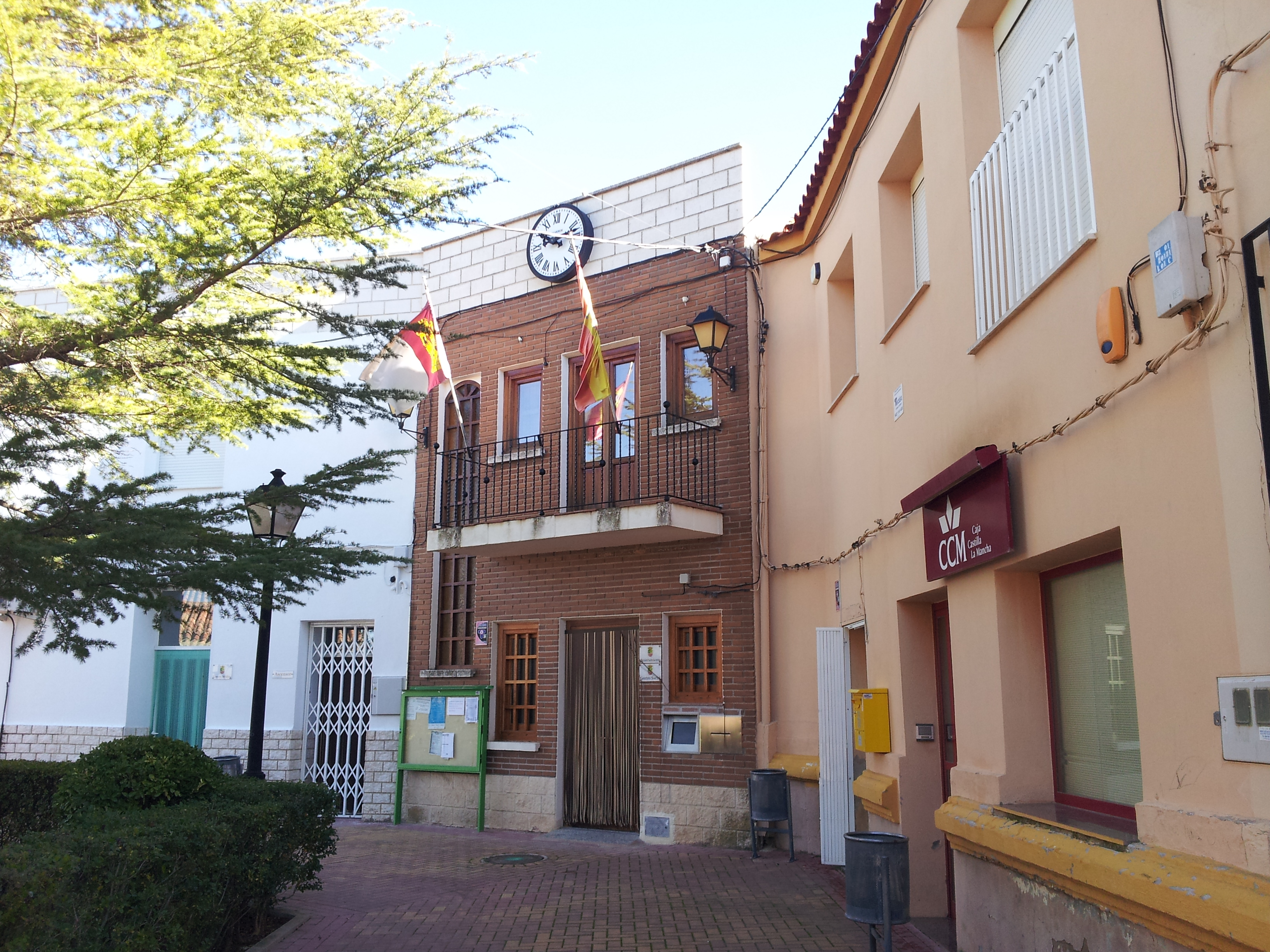